# Carlos Ischia
Carlos Luis Ischia (Buenos Aires, 28 ottobre 1956) è un allenatore di calcio ed ex calciatore argentino, di ruolo difensore, tecnico del Deportivo Cuenca.

## Palmarès

### Giocatore
- Campionato colombiano: 1

América: 1986

### Allenatore

#### Competizioni nazionali
- Campionato argentino: 1

Boca Juniors: Apertura 2008
- Campionato ecuadoriano: 1

Deportivo Quito: 2011

#### Competizioni internazionali
- Recopa Sudamericana: 1

Boca Juniors: 2008